# Rossiter Bay
Rossiter Bay är en vik i Australien. Den ligger i delstaten Western Australia, omkring 640 kilometer öster om delstatshuvudstaden Perth.
Genomsnittlig årsnederbörd är 845 millimeter. Den regnigaste månaden är juli, med i genomsnitt 142 mm nederbörd, och den torraste är februari, med 12 mm nederbörd.